# クルト・ヴァイル
クルト・ヴァイル（Kurt Weill、1900年3月2日 - 1950年4月3日）は、1920年代から生涯にわたって活躍しつづけたドイツの作曲家である。彼は、自身のコンサート用の作品の作曲をしつつ、演劇やオペラ・ミュージカルの作曲へ同等の力を注ぎ、多くの作品を残した。特にベルトルト・ブレヒトが台本に協力した『三文オペラ』で知られる。妻は女優ロッテ・レーニャ。

## 生涯と作品
デッサウにおいてユダヤ人の家系に生まれる。父はハザン。20歳の時にベルリンでフェルッチョ・ブゾーニに師事し、『交響曲第1番』を作曲した。その後グスタフ・マーラー、アルノルト・シェーンベルク、イーゴリ・ストラヴィンスキーの影響を受けた『弦楽四重奏曲』や『ヴァイオリンと管楽のための協奏曲』で成功を収めるが、彼の関心は劇場音楽や声楽へと向いて行った。1928年に戯曲家ベルトルト・ブレヒトとの共同作業によりオペレッタ『三文オペラ』の音楽を監修したことをきっかけに、1920年代後半より1930年代初頭には彼の劇場音楽や声楽作品が大衆の間で大流行し、アルバン・ベルク、アレクサンダー・フォン・ツェムリンスキー、ダリウス・ミヨー、イーゴリ・ストラヴィンスキーからも称賛を受け、一躍有名になる。しかし、ユダヤ人であったことから、ナチスから危険視されるようになり、後期の作品の発表時には、コンサートの会場でナチ党員によって組織された暴動が何度も起きた。実際、『交響曲第2番』の演奏会や「マハゴニー市の興亡」組曲（1930年）の演奏会、『人質』（1932年）、『鏡の湖』（1933年）などの舞台作品の上演は、ナチスによる暴力的な干渉のため中断せざるをえなかった。
ドイツを離れる以外音楽活動を続ける道がなくなったヴァイルは、1933年にパリへ逃れることを余儀なくされた。この最初の亡命地ではブレヒト台本のバレエ『七つの大罪』を作曲している。1934年には最後の純器楽作品の『交響曲第2番』を完成させ、ブルーノ・ワルターの指揮でニューヨークとアムステルダムで演奏された。
その後、1935年になるとアメリカ合衆国に移住した。アメリカではヨーロッパでのスタイルを捨て、ポピュラー音楽を研究し、数多くのミュージカル作品を残している。1943年には市民権を取得た。遠洋定期船がニューヨーク港の中へ蒸気で進んでいたとき、ヴァイルはドイツに彼の生活のすべてを残したままだった。彼は作品の大部分が破壊されると信じた、そして文学を例外にすれば、ただごく稀に、いやいやながらドイツ語で話したり書いたりした。例えば、イスラエルにすでに避難している両親への手紙にドイツ語を用いた。
1950年、ニューヨークで50歳の誕生日を迎えた直後に心臓発作により死去。ニューヨーク州ハベストローのMount Repose Cemeteryに埋葬され、墓石には、死の前年に作曲したミュージカル『星空に消えて』の中の歌「A Bird of Passage」の楽譜が刻まれている。
彼は女優ロッテ・レーニャと二回結婚をした（1926年に一度、1933年に離婚したのち、1937年に再婚）。レーニャはヴァイルの仕事を大いに助け、そして彼の死後には、彼の音楽を高めるために、彼女自身がこれを引き受けた。彼女はクルト・ヴァイル財団を組織した。
彼の最もよく知られている作品はブレヒトと共同して書かれた「三文オペラ」であるが、それ自身ジョン・ゲイ、ヨハン・クリストフ・ペープシュの「乞食オペラ」（1727年）のリメイクであった。「三文オペラ」はヴァイルの最も有名な歌、「マック・ザ・ナイフ（匕首マッキーの殺し歌）」を含んでいる（ジャズにおいてはあまりにも多くのカヴァーがある。一番有名なものは1959年にボビー・ダーリンによるカヴァーがヒットしている）。ブレヒトとの合作として出来上がったヴァイルの仕事は成功したものの、目論見とは異なった結果に終わり、二人は決別した。ロッテ・レーニャによれば、ヴァイルは「『共産党宣言』を音楽に合わせる」ことが不可能であった、というコメントをした。
ヴァイルのアメリカでの作品の多くは、ドイツでの作品より低い評価を受けているが、ブロードウェイのための彼の仕事は多くの人々に尊敬されている。そしてそこにはミュージカルとして賞賛される数々のショーも含まれている。『Lady in the Dark』と『Love Life』の間に、アメリカのミュージカルの発展における強い影響力を見ることができる。ヴァイル自身はアメリカの歌劇を作ることについての新しい方法を見いだそうと努力した。それは商業的であると同時に、芸術的な成功をおさめるものだった。この方向での最も面白い試みはエルマー・ライスの演劇に基づいた「街の風景 (Street Scene)」である。
クルト・ヴァイルの音楽に影響を受けた現代のミュージシャンには、レナード・コーエン、ドアーズ、トム・ウェイツ、デビッド・ボウイ、ニック・ケイブ、マリリン・マンソンとドレスデン・ドールズがある。
また1985年にリリースされたトリビュート・アルバム『星空に迷い込んだ男 - クルト・ワイルの世界 (Lost in the Stars: The Music of Kurt Weill)』には、トッド・ラングレンやルー・リードなどが参加している。

## 作品のリスト
- 1916年 – Ofrahs Lieder. Song cycle for voice and piano (Jehuda Halevi)
- 1917年 – ピアノのための間奏曲 Intermezzo for piano
- 1918年 – Maikaterlied, Abendlied for two sopranos and piano (texts by Otto Julius Bierbaum)
- 1918年 – 弦楽四重奏曲ロ短調 String Quartet in B Minor
- 1919年 – 管弦楽のための組曲ホ長調 Suite for Orchestra in E major
- 1920年 – チェロとピアノのためのソナタ Sonata for Cello and Piano
- 1921年 – Langsamer Fox und Algi-Song. Piece for solo piano and song for voice and piano
- 1921年 – 交響曲第1番 Symphony No.1
- 1922年 – Suite 'In the Old Style' (Divertimento) for orchestra and chorus op.5 (orchestrated and reconstructed by David Drew and Christopher Shaw)
- 1922年 – Psalm VIII for a cappella chorus
- 1922年 – Sinfonia Sacra: Fantasia, Passacaglia und Hymnus for orchestra, op. 6 (unfinished)
- 1922年 – 魔力 Zaubernacht. Children's pantomime for solo soprano and chamber orchestra, op. 7
- 1923年 – 弦楽四重奏のための2楽章 Two movements for String Quartet
- 1923年 – 弦楽四重奏曲 String Quartet op. 8
- 1923年 – クオドリベット Quodlibet. Suite for orchestra from the pantomime Zaubernacht, op. 9
- 1923年 – Frauentanz: sieben Gedichte des Mittelalters for soprano and instrumental ensemble, op. 10
- 1923年 – Recordare, op. 11, for SATB chorus and 3-part children's choir a cappella
- 1924年 – ヴァイオリンと吹奏楽のための協奏曲 Concerto for Violin and Wind Ensemble, op. 12
- 1925年 – Klops Lied. Song for voice, two piccolos and bassoon (on a traditional Berlin text Ich sitze da un' esse Klops)
- 1925年 – Das Stundenbuch (Rainer Maria Rilke). Cycle of six songs for baritone and orchestra
- 1925年 – Pantomime. Scene for mezzo-soprano, tenor, baritone, bass and wind instruments from the opera Der Protagonist
- 1926年 – 主役 Der Protagonist (Opera in one act, text by Georg Kaiser)
- 1926年 – Herzog Theodor von Gothland. Incidental music for a play by Christian Dietrich Grabbe
- 1927年 – 新オルフェウス Der Neue Orpheus. Cantata for soprano, solo violin and orchestra, op.16 (text by Yvan Goll)
- 1927年 – ロイヤル・パレス Royal Palace (Opera in one act, text by Yvan Goll)
- 1927年 – マハゴニー Mahagonny (Songspiel) (Bertolt Brecht)
- 1927年 – Bastille Music. Suite for wind ensemble arranged by David Drew (1975) from incidental music for Gustav III (1927), by August Strindberg
- 1927年 – 森に死す Vom Tod im Wald. Ballad for bass voice and 10 wind instruments (Bertolt Brecht)
- 1928年 – Berlin im Licht Song. March for military band (wind ensemble)
- 1928年 – Leben Eduards des Zweiten von England. Incidental music for a play by Bertolt Brecht and Lion Feuchtwanger
- 1928年 – Konjunktur. Incidental music for a play by Leo Lania
- 1928年 – ロシア皇帝は写真を撮らせ給う Der Zar lässt sich photographieren (Opera in one act, text by Georg Kaiser)
- 1928年 – 三文オペラ Die Dreigroschenoper, or the Threepenny Opera (Bertolt Brecht)
- 1928年 – 小さな三文音楽 Kleine Dreigroschenmusik, Suite for wind orchestra, piano and percussion from 'Die Dreigroschenoper'
- 1928年 – Zu Potsdam unter den Eichen for chorus a cappella or voice and piano Bertolt Brecht)
- 1928年 – ベルリン・レクイエム Das Berliner Requiem. Small Cantata for three male voices and wind orchestra (Bertolt Brecht)
- 1929年 – Die Legende vom toten Soldaten for chorus a cappella Bertolt Brecht)
- 1929年 – リンドバーグの飛行 Der Lindberghflug (first version) with parts of the music by Paul Hindemith and lyrics by (Brecht)
- 1929年 – ハッピー・エンド Happy End (Elisabeth Hauptmann and Bertolt Brecht)
- 1929年 – Der Lindberghflug (second version). Cantata for tenor, baritone, and bass soloists,chorus and orchestra. Music entirely by Weill and lyrics by Bertolt Brecht
- 1930年 – マハゴニー市の興亡 de:Aufstieg und Fall der Stadt Mahagonny en:Rise and Fall of the City of Mahagonny (Bertolt Brecht)
- 1930年 – 承諾者(イエスマン) Der Jasager (Elisabeth Hauptmann and Bertolt Brecht) - 能の『谷行』を基にしたもの。
- 1930年 – Mann ist Mann (Bertolt Brecht). Incidental music for 1931 production
- 1932年 – 人質 Die Bürgschaft, or The Pledge (Caspar Neher)
- 1933年 – 銀の湖 Der Silbersee, or Silver Lake
- 1933年 – 七つの大罪 Die sieben Todsünden, or The Seven Deadly Sins. Ballet chanté for voices and orchestra (Bertolt Brecht)
- 1934年 – Marie galante (book and lyrics by Jacques Deval)
- 1934年 – Suite panaméenne. Suite for chamber orchestra from Marie galante
- 1934年 – 交響曲第2番 Symphony No. 2. Premiered by the Royal Concertgebouw conducted by Bruno Walter
- 1934年 – Der Kuhhandel, or My Kingdom for a Cow (Robert Vambery)
- 1936年 – Johnny Johnson (Paul Green)　<初演時の演出家はリー・ストラスバーグ>
- 1937年 – The Eternal Road (Desmond Carter, first, unfinished version in German with a text by Franz Werfel)　<聖書劇、初演時の演出家はマックス・ラインハルト>
- 1937年 – Albumblatt für Erika. Unpublished and unperformed piano transcription of a section from The Eternal Road for Erika Neher
- 1938年 – You and Me (lyrics by Sam Coslow and Johnny Burke). Score for the film by Fritz Lang
- 1938年 – Davy Crockett. Songs from the musical play (unfinished) for voice and piano (Book and lyrics by H.R. Hays)
- 1938年 – Two Folksongs of the New Palestine. Arrangements for voice and piano
- 1938年 – ニッカーボッカー氏の休日 Knickerbocker Holiday (Maxwell Anderson)　<『セプテンバー・ソングen:September_Song』で有名>
- 1938年 – Railroads on Parade (Edward Hungerford)
- 1939年 – Madam, Will You Walk?. Incidental music for a play by Sidney Howard
- 1940年 – Ballad of Magna Carta. Cantata for narrator and bass soloists, chorus and orchestra (Maxwell Anderson)
- 1941年 – 闇の女 Lady in the Dark (Moss Hart and Ira Gershwin)
- 1941年 – Fun to be Free Pageant
- 1942年 – Mine Eyes Have Seen the Glory. Patriotic song arrangements by Weill for narrator, chorus, and orchestra
- 1943年 – ヴィーナスの接吻 One Touch of Venus (Ogden Nash)　<『スピーク・ロウ』を含む>
- 1943年 – Where Do We Go from Here?. Film score (lyrics by Ira Gershwin)
- 1945年 – The Firebrand of Florence (Ira Gershwin)
- 1945年 – はるか谷間に Down in the Valley
- 1946年 – Kiddush. Liturgical setting of Sanctification rite for cantor, chorus and organ
- 1947年 – Four Walt Whitman Songs for voice and orchestra
- 1947年 – ストリート・シーン Street Scene (Elmer Rice and Langston Hughes)
- 1947年 – Hatikvah. Arrangement for orchestra by Weill of the Israeli National Anthem
- 1948年 – Love Life (Alan Jay Lerner)
- 1949年 – 星空に消えて Lost in the Stars (Maxwell Anderson)
- 1950年 – ハックルベリー・フィン Huckleberry Finn. Song cycle for voice and piano (Maxwell Anderson)未完成.

## 文献
- A Stranger here myself. Kurt Weill Studien Hg. Kim H. Kowalke & Horst Edler. Olms, Hildesheim 1993, ISBN 3-487-09722-2, ISBN 978-3-487-09722-0 (Haskala 8)
- Kurt Weill. Ein Leben in Bildern und Domumenten Hg. David Farneth, Elmar Juchem & David Stein. Ullstein, Berlin 2000, ISBN 3-89834-004-X
- Weill. Eine Biographie in Texten, Bildern und Domumenten Hg. Jürgen Schebera. Schott, Mainz 1990, ISBN 3-7957-0208-9
- Vom Kurfürstendamm zum Broadway: Kurt Weill (1900-1950) Hg. Joseph A. Kruse. Droste Verlag, Düsseldorf 1990, ISBN 3-7700-0879-0
- 『クルト・ヴァイル - ブレヒト演劇からブロードウェイ・ミュージカルへ』岩淵達治、早崎えりな共著、ありな書房、1985年
- 『クルト・ヴァイルの世界 - 実験的オペラからミュージカルへ』大田美佐子、岩波書店、2022年、ISBN 9784000226455